# ジョン・ヘンリー・ニューマン
ジョン・ヘンリー・ニューマン（John Henry Newman, 1801年2月21日 - 1890年8月11日）は、19世紀イングランドの神学者で、イングランド国教会の司祭からカトリックに改宗して枢機卿となった人物である。2010年9月に列福され福者、2019年10月、聖人と認定された。

## 経歴
ロンドンに生まれる。オックスフォードでイングランド国教会の司祭を務めていたが、イタリア旅行から帰国後の1845年にカトリック教会に改宗、最終的には枢機卿になった。
当時オックスフォード大学では宗教に関して激しい論争が繰り広げられており（オックスフォード運動）、フランス革命の影響を受けた啓蒙思想に対し、保守派は反発していた。ニューマンもその一人であった。
ニューマンの基本的主張は、イングランド国教会は、初代教会以来の使徒的伝統を継承するものであり、ローマ・カトリック教会とプロテスタント教会の中道を歩む唯一の真正なる教会であるという点にあった。ローマ・カトリック教会ももちろん伝統的な教会だが、中世以降、さまざまな迷信、腐敗の内にあり、過度な教皇絶対主義によって古代教会以来の権威を継承する資格を失ってしまった。プロテスタント諸派は、宗教改革という歴史的事業に着手したにもかかわらず、古代教会からの使徒的継承性を放棄したために、やはり真正なる教会としての資格を失っている。その点、イングランド国教会は、宗教改革を経験しつつも、古代からの使徒性を正しく受け継いでいる。このようなニューマンの理解は、おそらく彼がローマ・カトリック教会に転会し、枢機卿となった後にでさえも変わることはなかったであろう。しかしながら、当時のイングランド国教会自身が国家の言いなりに陥っていることを批判してオックスフォード運動を展開した。
神学の研究（具体的にはキリスト単性論など）を進めているうち、カトリック教会に惹かれるようになり、改宗するに至った。第1バチカン公会議の際にも、ニューマンは教皇不可謬説を全面的に擁護した。
聖公会において信徒の役割が重視されていたのに対し、カトリック教会における信徒の地位の低さと教育のなさに愕然としたニューマンは、「教会は聖職者と信徒との共同体である」との信念から、信徒に対する尊敬と理解を示し、教育のある信徒の重要性をことあるごとに説いた。こうしたニューマンの考えは第2バチカン公会議の理念の先駆とも言い得るものであったが、当時は多くの非難・批判に遭った。
1991年にはその業績を称えて尊者として認定されており、2010年9月の教皇ベネディクト16世の英国公式訪問の際に列福された。教皇ベネディクト16世は列福式の説教において、ニューマンの信徒教育論について指摘している。
2019年7月1日、ジョン・ヘンリー・ニューマン枢機卿を含む5名の福者の列聖が決定した。教皇フランシスコは、5名の福者の列聖式を10月13日に執り行うことを発表した。
2019年10月13日、バチカン・サン・ピエトロ広場で他の福者4人と共に列聖された。

## 著書

### 国教会時代
- Arians of the Fourth Century （1833年）
- Tracts for the Times （1833年 - 1841年）
- British Critic （1836年 - 1842年）
- On the Prophetical Office of the Church （1837年）
- Lectures on Justification （1838年）
- Parochial and Plain Sermons （1834年 - 1843年）
- Select Treatises of St. Athanasius （1842年、1844年）
- Lives of the English Saints （1843年 - 1844年）
- Essays on Miracles （1826年 - 1843年）
- Oxford University Sermons （1843年）
- Sermons on Subjects of the Day （1843年）

### カトリック改宗後
- Essay on the Development of Christian Doctrine （1845年）
- Retractation of Anti-Catholic Statements （1845年）
- Loss and Gain （小説、1848年）
- Faith and Prejudice and Other Sermons
- Discourses to Mixed Congregations （1849年）
- Difficulties of Anglicans （1850年）
- Present Position of Catholics in England （1851年）
- Idea of a University （1852年、1858年）
- Cathedra Sempiterna （1852年）
- Callista （小説、1855年）
- The Rambler （編集、1859年 - 1860年）
- Apologia Pro Vita Sua （1866年、1865年）
- Letter to Dr. Pusey （1865年）
- The Dream of Gerontius （1865年） - これをテクストとして、エドワード・エルガーがオラトリオ『ゲロンティアスの夢』を作曲した（1900年初演）。
- An Essay in Aid of a Grammar of Assent （1870年）[7]
- Sermons Preached on Various Occasions （1874年）
- Letter to the Duke of Norfolk （1875年）
- Five Letters （1875年）
- Sermon Notes （1849年 - 1878年）
- Select Treatises of St. Athanasius （1881年）
- On the Inspiration of Scripture （1884年）
- Development of Religious Error （1885年）
- Grammar of Assent

### 日本語訳
- 『ニューマン枢機卿の黙想と祈り』 長倉禮子訳・解説、知泉書館、2013年
- 『聖母マリア　第二のエバ』 日本ニューマン協会編訳、教友社、2013年
- 『心が心に語りかける　ニューマン説教選』 日本ニューマン協会訳、中央出版社、1991年
- 『大学で何を学ぶか』ピーター・ミルワード編、田中秀人訳、大修館書店、1983年

## 評伝・研究
- オーウェン・チャドウィック『ニューマン』 川中なほ子訳、コンパクト評伝シリーズ：教文館、1995年
- 長倉禮子『ジョン・ヘンリ・ニューマンの文学と思想』知泉書館、2011年
- 川中なほ子『J・H・ニューマン研究』教友社、2015年